# Tội phạm (phim 2016)
Tội phạm (tựa gốc: Criminal) là một phim hành động giật gân của Mỹ năm 2016 do Ariel Vromen đạo diễn và kịch bản chắp bút bởi Douglas Cook và David Weisberg. Phim có sự tham gia của Kevin Costner, Gary Oldman và Tommy Lee Jones, trong lần hợp tác thứ hai của bộ ba kể từ JFK (1991). Phim cũng có sự góp mặt của Alice Eve, Gal Gadot, Michael Pitt, Jordi Mollà, Antje Traue, Scott Adkins, Amaury Nolasco và Ryan Reynolds.

## Nội dung
Tên khủng bố người Tây Ban Nha Xavier Heimdahl cho cộng sự của mình là Jan Strook còn có biệt danh Dutchman - một hacker chuyên nghiệp - tạo một chương trình lỗ sâu cho phép chủ sở hữu chiếm quyền điều khiển tên lửa hạt nhân trên thế giới. Dutchman hoảng sợ và tiết lộ bí mật của mình với Đặc vụ CIA Bill Pope. Pope đưa Dutchman đến một nơi an toàn và đi lấy túi tiền trả cho Dutchman, nhưng Pope bị bắt giữ bởi thuộc hạ của Heimdahl và bị tra tấn đến chết trước khi anh có thể báo cho phía CIA về nơi anh giấu Dutchman.
Tuyệt vọng trong việc tìm Dutchman, cấp trên của Pope, Quaker Wells liên hệ Tiến sĩ Micah Franks, người đã phát triển một phương pháp điều trị có thể chuyển ký ức của người chết vào một người sống. Franks tiến hành chuyển ký ức của Pope vào não của người tù nhân nguy hiểm Jerico Stewart, người từng bị tổn thương thùy trán lúc còn nhỏ. Sau cuộc phẫu thuật, Jerico trốn thoát và làm giả cái chết của mình. Anh đến nhà của Pope, bắt Jillian - vợ của Pope - làm con tin trong khi tìm số tiền. Hình ảnh quá khứ của Pope hiện ra trong đầu Jerico, nhưng anh biết rõ nhất là một túi tiền được giấu trong một kệ sách chứ không biết chính xác nó ở đâu và Dutchman đang ở đâu.
CIA biết tin Dutchman sắp bán chương trình cho chính phủ Nga vì anh ta nghĩ rằng CIA đã phản bội mình. Các đặc vụ CIA đã bắt được Jerico khi anh sử dụng tài khoản CIA của Pope để tìm Franks để lấy thêm thuốc uống. Trên đường đi, Wells bị Heimdahl lừa tách ra khỏi đoàn xe và đến sân bay, sau đó Heimdahl cho thuộc hạ tấn công chiếc xe còn lại để bắt giữ Jerico. Hai người đặc vụ đã bị giết trong cuộc đấu súng, Jerico tẩu thoát bằng cách cho xe lao xuống sông Thames.
Jerico quay lại nhà của Pope, giải thích mọi chuyện với Jillian. Jillian và con gái cô, Emma, bắt đầu tin tưởng Jerico, cho phép anh ở lại qua đêm. Sáng hôm sau, Jerico nhận ra túi tiền đang được giấu trong kệ sách ở Đại học London, nơi Jillian làm việc. Anh đến đó lấy túi tiền thì bị bắt giữ bởi Heimdahl và người yêu hắn là Elsa Mueller. Heimdahl đe dọa sẽ giết Jillian và Emma nếu Jerico không đưa hắn đến chỗ Dutchman.
Lúc này đội CIA và đội đặc vụ Nga đều đang tìm Dutchman. Jerico biết được Dutchman đang ở trong văn phòng của Jillian ở đại học, anh tìm cách thoát khỏi Elsa và đến phòng Dutchman ẩn nấp, bắt buộc anh ta ngồi vào máy tính. Elsa tìm thấy cả hai người trước khi họ có thể chạy thoát, ả bắn chết Dutchman và chính ả bị Jerico giết chết.
Jerico đem ổ USB flash có chứa chương trình lỗ sâu đến sân bay, nơi Heimdahl sắp tẩu thoát. Anh cứu Jillian và Emma rồi bị Heimdahl bắn sau khi giao nộp ổ USB. Khi Heimdahl lên máy bay, Jerico tiết lộ với Wells rằng anh đã bắt buộc Dutchman sửa lại chương trình cho tên lửa hạt nhân tấn công chính người điều khiển nó. Điều này khiến máy bay của Heimdahl bị tiêu diệt khi hắn cho một quả tên lửa tấn công sân bay. Jerico sau đó ngất đi vì vết thương. Vài tháng sau, Jerico đứng ở bãi biển, nơi Pope và Jillian từng có tuần trăng mật. Wells và Franks đưa Jillian và Emma đến gặp Jerico. Vài phần của Pope đang tồn tại bên trong Jerico. Wells nói rằng ông sẽ cho Jerico một công việc.